# Paul Scheuerpflug
Paul Scheuerpflug (3 juillet 1896 à Netphen - 8 août 1945 à Auschwitz) est un Generalleutnant allemand qui a servi au sein de la Heer dans la Wehrmacht pendant la Seconde Guerre mondiale.
Il a été récipiendaire de la croix de chevalier de la croix de fer avec feuilles de chêne. La croix de chevalier de la croix de fer et son grade supérieur, les feuilles de chêne, sont attribués pour récompenser un acte d'une extrême bravoure sur le champ de bataille ou un commandement militaire avec succès.

## Biographie
Paul Scheuerpflug s'engage dans l'armée prussienne en tant que porte-drapeau en août 1914. Mi-juillet 1915, il est promu lieutenant dans le 118e régiment d'infanterie (de).
Paul Scheuerpflug est blessé le 8 mai 1945 et capturé par les troupes soviétiques. Il meurt dans l'hôpital du camp de prisonniers de guerre à Auschwitz.

## Promotions
| Fahnenjunker    | 4 août 1914      |
| Leutnant        | 14 juillet 1915  |
| Oberleutnant    | 31 juillet 1925  |
| Hauptmann       | 1er février 1931 |
| Major           | 1er janvier 1936 |
| Oberstleutnant  | 1er février 1939 |
| Oberst          | 1er janvier 1942 |
| Generalmajor    | 1er janvier 1944 |
| Generalleutnant | 1er août 1944    |

## Décorations
- Croix de fer (1914)
  - 2e classe (22 septembre 1915)
  - 1re classe (27 janvier 1917)
- Croix d'honneur pour combattants 1914-1918
- Agrafe de la croix de fer (1939)
  - 2e classe (25 juin 1940)
  - 1re classe (4 juillet 1941)
- Médaille du front de l'Est
- Insigne des blessés (1939)
  - en noir
- Croix de chevalier de la croix de fer avec feuilles de chêne
  - Croix de chevalier le 6 septembre 1942 en tant que Oberst et commandant du Infanterie-Regiment 116[1]
  - 791e feuilles de chêne le 16 mars 1945 en tant que Generalleutnant et commandant de la 68. Infanterie-Division[2]
- Mentionné trois fois dans le bulletin radiophonique Wehrmachtbericht (10 novembre 1943, 14 décembre 1943, et 19 septembre 1944)